# Лукин, Михаил Алексеевич
Михаи́л Алексе́евич Луки́н (1907—1941) — советский танкист, участник боёв на реке Халхин-Гол и Великой Отечественной войны, Герой Советского Союза (1939).

## Биография

### Ранние годы
Родился 1 декабря 1907 года в селе Матыра ныне Луховицкого района Московской области в семье священника. Русский. Вскоре после рождения сына семья переехала в село Сёмкино (ныне Рязанского района Рязанской области), где Михаил Лукин окончил 4-классную сельскую школу. В дальнейшем проживал у старшего брата в городе Рязань, работал геодезистом. Экстерном сдал экзамены за 7-летнюю школу.
В РККА с 1927 года. В 1929 году окончил Рязанскую пехотную школу, служил в 11-й Ленинградской стрелковой дивизии командиром взвода и роты. По окончании в 1930 году Ленинградских бронетанковых курсов начальствующего состава служил в танковых частях командиром роты и начальником штаба танкового батальона.

### На реке Халхин-Гол
Участник боёв с японскими войсками на реке Халхин-Гол (Монголия) с 11 мая по 16 сентября 1939 года.
Начальник штаба 2-го танкового батальона (11-я лёгкая танковая бригада, 1-я армейская группа) капитан Михаил Лукин 21-22 августа 1939 года, во главе группы танков совершил дерзкий рейд в тыл противника в районе высоты Номон-Хан-Бурд-Обо, разгромив крупную японскую базу снабжения, а также колонну грузовых машин, подходивших к базе. Врагу был нанесён значительный урон.
Указом Президиума Верховного Совета СССР от 17 ноября 1939 года за мужество и героизм, проявленные при выполнении воинского и интернационального долга капитану Лукину Михаилу Алексеевичу присвоено звание Героя Советского Союза с вручением ордена Ленина (№ 2482) и медали «Золотая Звезда» (№ 181).

### В межвоенный период
В 1939—1941 годах — слушатель командного факультета Военной академии механизации и моторизации РККА. Член ВКП(б) с 1941 года.

### В годы Великой Отечественной войны
В боях Великой Отечественной войны с октября 1941 года. Майор М. А. Лукин был командиром 21-го танкового полка (21-я танковая бригада, 30-я армия, Калининский фронт).
Рано утром 17 октября 1941 года началось запланированное советским командованием наступление 21-й танковой бригады на Калинин, который был захвачен 3 днями ранее немецкими войсками. Первая из трёх групп под командованием командира 21-го танкового полка М. А. Лукина ушла из района села Тургиново на запад к Волоколамскому шоссе в район деревни Панигино, вышла на шоссе и двинулась на север к селу Пушкино, где располагался штаб противника. Поддержав в районе села Пушкино действия танкистов группы М. П. Агибалова, обе группы разгромили штаб и совместно прорвались далее к деревне Трояново. По пути также была уничтожена шедшая в Калинин колонна противника. Только экипаж М. А. Лукина записал на свой боевой счёт 15 автомашин, 5 орудий и до 30 солдат и офицеров противника.
У моста через реку Каменку у деревни Трояново была разорвана гусеница танка майора М. А. Лукина, и восстановить её не удалось. Продолжая упорный бой из неподвижной машины, танкисты израсходовали весь боезапас. Прикрывая отход своего экипажа (механик-водитель сержант Нененко, башенный стрелок Сашков, радист-стрелок Емельянов, автоматчик Емельянов), майор Лукин погиб.

В деревне Трояново, что в шестнадцати километрах от Калинина, на берегу маленькой речки Каменки, наших танкистов встретил плотный артиллерийский огонь. «Тридцатьчетверки» отстреливались, маневрировали, но на подмогу гитлеровцам прилетели пикирующие бомбардировщики. Над речкой поднимались высокие дымы. Одна из наших машин была подбита у самого моста. Это был танк командира полка Героя Советского Союза М. А. Лукина. Он вел огонь, уже потеряв способность двигаться: стреляла пушка, строчил пулемет. Танк замолк, когда кончились боеприпасы… Гитлеровцы сорвали с гимнастерки убитого майора петлицы, ордена.
— .
За этот эпизод майор М. А. Лукин был посмертно награждён орденом Ленина (23 сентября 1942).
Разбитый танк и тело Лукина охраняли. На третью ночь четырём школьникам-подросткам из Троянова — Николаю Кузьмину, Алексею Павлову, Володе Некрасову и Михаилу Петрову — удалось тайком взять тело погибшего танкиста и похоронить его на взгорке, у берега речки Каменки.
Перезахоронен в Калинине 24 января 1942 года в братской могиле на площади имени В. И. Ленина.

## Награды и звания
- Герой Советского Союза (17 ноября 1939);
- два ордена Ленина (17 ноября 1939; 23 сентября 1942, посмертно[3]);
- орден Красного Знамени.

## Труды
- Рейд по тылам японцев. — В книге: Бои у Халхин-Гола. М., 1940.

## Память
Его именем названы две улицы в Твери (1-я Лукина и 2-я Лукина). На месте гибели установлен памятный камень.

## Документы
- Донесение о безвозвратных потерях № 0464 Калининского фронта от 29.11.1941. ЦАМО, ф. 33 оп. 11458 д. 11.